# Helmer Sjöstedt
Max Helmer Sjöstedt, född 2 april 1860 i Hjo stadsförsamling, Skaraborgs län, död 5 oktober 1937 i Hjo stadsförsamling, Skaraborgs län, var en svensk grosshandlare och lokalpolitiker.

## Biografi
Helmer Sjöstedt var son till grosshandlaren i Hjo Carl Henrik (1821–1912) och Maria Elisabet Sjöstedt (1825–1912), brorson till grosshandlaren Gustaf Sjöstedt (1822–1889) och kusin till entomologen Yngve Sjöstedt.
Helmer Sjöstedt var engagerad i ett antal affärsföretag i Hjo. Han öppnade 1881 spannmålshandel i Hjo under namn Firma H. Sjöstedt. Från 1883 var han generalagent i Sverige för Tändsticks AB Vulcan i Tidaholm. Han var också redare och huvuddelägare av Ångbåtsaktiebolaget Hjo–Hästholmen, som bedrev styckegods- och passagerartrafik med S/S Trafik på Vättern. Han var också en av grundarna 1897 av Ångbåts AB Jönköping - Stockholm och
1907 av Hjo Bank. Han kallades på sin tid "kungen av Hjo".
Han var omkring sekelskiftet 1800/1900 och under tidigt 1900-tal tillsammans med veterinären Carl Settergren en av Hjos mest framträdande lokalpolitiker och bland annat ordförande i drätselkammaren och kommunalfullmäktige 1901–1921.
Helmer Sjöstedt gifte sig 1903 med operasångerskan Olga Berg. Paret fick två barn.